# Prințul Ferfried de Hohenzollern
Ferfried Maximilian Pius Meinrad Maria Hubert Michael Justinus Prinz von Hohenzollern, cunoscut și sub numele de prințul Ferfried de Hohenzollern, (n. 14 aprilie 1943, Umkirch, Baden-Württemberg, Germania – d. 26 septembrie 2022, München, Germania) a fost membru al Casei princiare de Hohenzollern-Sigmaringen și pilot de curse automobilistice. El a fost, de asemenea, cunoscut ca „oaia neagră” a familiei Hohenzollern, după mai multe divorțuri și alcoolism, inclusiv scandaluri legate de consumul excesiv de alcool. 

## Tinerețe
Ferfried a fost cel mai mic copil și al patrulea fiu al lui Frederic, Prinț de Hohenzollern și al soției sale Margarete Karola, fiica ultimului rege saxon, Frederic August al III-lea. Hohenzollernii șvabi au fost ridicați la rang de prinți în 1623 și au domnit până în 1849. Papa Pius al XII-lea a fost nașul lui Ferfried.

## Carieră

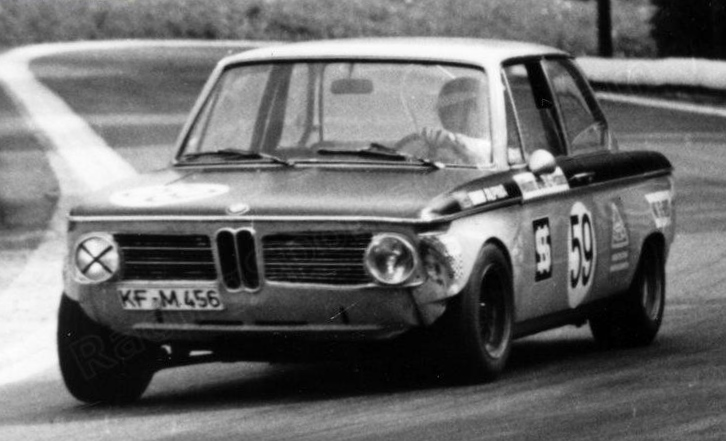
Ferfried de Hohenzollern la Brno, Republica Cehă, în mai 1969

În 1971, Ferfried a câștigat a doua cursă de 24 de ore de la Nürburgring în Germania cu un BMW 1600 Alpina. După 36 de ani de absență de la cursele active, a concurat din nou pentru echipa de curse private Racing Strip.com live în 2007, din nou într-un BMW.

## Căsătorii și copiii
Prima sa căsătorie, pe 21 septembrie 1968, a fost cu Angela von Morgen (11 noiembrie 1942 – 11 ianuarie 2019), fiica lui Ernst von Morgen și a contesei Margarethe von Schlitz gen. von Görtz. Au divorțat în 1973, având două fiice:
- Valerie Alexandra Henriette Margarethe (născută la 10 aprilie 1969)
- Stefanie Michaela Sigrid Birgitta (născută la 8 mai 1971)

A doua căsătorie a sa, la 7 aprilie 1977, a fost cu Eliane Etter (născută la 4 mai 1947), fiica doctorului Hans Etter și Irmgard Zosso. Au divorțat în 1987, având doi copii:
- Henriette Annabelle Gabriele Adrienne (născută la 26 martie 1978)
- Moritz Johannes Axel Peter Meinrad (născut la 5 mai 1980)[11]

În 1999 s-a căsătorit cu Maja Synke Meinert (născută la 8 octombrie 1971). Au divorțat la începutul lunii martie 2007.
Cele trei căsătorii ale lui Ferfried au fost morganatice, deși prima căsătorie cu Angela von Morgen în 1968 (sora Erikăi von Morgen, soția lui Carl-Philip, prințul de Salm-Salm) a fost cu un membru al nobilimii istorice a Germaniei, deși fără titlu.

## În media
Începând cu 8 mai 2006, programul de realitate Tatjana & Foffi – Cinderella Becomes A Princess a fost difuzat la televizor, concentrându-se pe fosta relație a lui Ferfried cu Tatjana Gsell. A apărut la TV Gusto's Royal Dinner, co-găzduitor alături de Birte Karalus.

## Rezultate curse auto

### 1968
- 24 martie 1968, Cele 4 ore de la Monza (Italia; Div.2+3), Porsche 911, a 2-a
- 25 aprilie 1968, 1000 km Monza, Porsche 911 T, DNF
- 16 iunie 1968, Hockenheim Grand Touring (Germania), Porsche 911 T, primul
- 23 iunie 1968, Deutsche-Automobil-Rundstrecken-Meisterschaft Mainz-Finthen (Germania), Porsche 911 T, primul
- 7 iulie 1968, ora 6 Nürburgring (Germania), Porsche 911, DNF
- 21 iulie 1968, Solituderennen Hockenheim (Germania; GT+TS), Porsche 911 T, primul
- 18 august 1968, Marele Premiu Brno (Cehoslovacia), Porsche 911, locul 3
- 8 septembrie 1968, Deutsche-Automobil-Rundstrecken-Meisterschaft Ulm-Laupheim, Porsche 911 T, al 3-lea
- 1 decembrie 1968, Hockenheim Finale, Porsche 911 T

### 1969
- 13 aprilie 1969, ETCC Aspern (Div.1+2), BMW 1600
- 20 aprilie 1969, ora 1 Belgrad (Div.2+3), BMW 1600, a 7-a
- 25 aprilie 1969, 1000 km Monza, Porsche 911 T, DNF
- 4 mai 1969, Targa Florio, Porsche 911 T, 48th
- 4 mai 1969, Targa Florio, Porsche 911 S, T-car
- 11 mai 1969, ora 2 Budapesta (Ungaria), BMW 1600
- 25 mai 1969, GP Brno, BMW 1600, 3rd
- 25 mai 1969, GP Brno, BMW 1600
- 1 iunie 1969, 1000 km Nürburgring, Porsche 911 T, DNF
- 22 iunie 1969, 6 h Brands Hatch, BMW 1600, DNS
- 6 iulie 1969, ora 6 Nürburgring, BMW 1600, al 4-lea
- 27 iulie 1969, 24 h Spa, BMW 1600, DNA
- 27 iulie 1969, 24 h Spa, BMW 1600, DNF
- 10 august 1969, 1000 km Zeltweg, Porsche 910, al 14-lea
- 31 august 1969, ETCC Zandvoort (Div.2), BMW 1600, a 4-a
- 28 septembrie 1969, ora 3 Jarama, BMW 1600, 5th
- 12 octombrie 1969, 1000 km Paris (Franța), Porsche 910, al 7-lea
- 19 octombrie 1969, Hessenpreis Hockenheim (GT+1.6), Porsche 911 T, locul 7
- 1969, Tourenwagen-Europameisterschaft Divizia 2, BMW 1600, a 3-a

### 1970
- 15 martie 1970, 4 h Monza (Div.2+3), BMW 1600, DNF
- 24 mai 1970, GP Brno, BMW 1602, DNF
- 14 iunie 1970, DARM Hockenheim (GT+1.3), Porsche, DNA
- 5 iulie 1970, Hockenheim (GT+1.6/T+2.0), Porsche 911 T, locul 12
- 12 iulie 1970, GP Nürburgring, BMW 1602, DNF
- 26 iulie 1970, 24 h Spa, BMW 1600, DNF
- 27 septembrie 1970, ora 4 Jarama, BMW 1600, DNF
- 11 octombrie 1970, 1000 km Zeltweg, Porsche 914, al 12-lea

### 1971
- 14 martie 1971, ora 4 Monza, BMW 2002, 6th
- 11 aprilie 1971, ETCC Salzburgring (Div.2), BMW 2002, DNF
- 16 mai 1971, Targa Florio, Porsche 914, 13th
- 30 mai 1971, 1000 km Nürburgring, Porsche 908/02, DNS
- 27 iunie 1971, ora 24 Nürburgring (Nordschleife), BMW 2002, primul
- 25 iulie 1971, 24 h Spa, BMW 2002, DNA
- 11 septembrie 1971, ora 12 Paul Ricard, BMW 2002, DNF

### 2007
- 10 iunie 2007, ora 24 Nürburgring, BMW M3 Compact[14]

## Origine
|  |                                               |  |  |  |  |  |  |  |  |  |  |  |  |  |  |  |
|  | 8. Leopold de Hohenzollern-Sigmaringen        |  |  |  |  |  |  |  |  |  |  |  |  |  |  |  |
|  |                                               |  |  |  |  |  |  |  |  |  |  |  |  |  |  |  |
|  |                                               |  |  |  |  |  |  |  |  |  |  |  |  |  |  |  |
|  | 4. Wilhelm, Prinț de Hohenzollern             |  |  |  |  |  |  |  |  |  |  |  |  |  |  |  |
|  |                                               |  |  |  |  |  |  |  |  |  |  |  |  |  |  |  |
|  |                                               |  |  |  |  |  |  |  |  |  |  |  |  |  |  |  |
|  | 9. Antónia a Portugaliei                      |  |  |  |  |  |  |  |  |  |  |  |  |  |  |  |
|  |                                               |  |  |  |  |  |  |  |  |  |  |  |  |  |  |  |
|  |                                               |  |  |  |  |  |  |  |  |  |  |  |  |  |  |  |
|  | 2. Frederic, Prinț de Hohenzollern            |  |  |  |  |  |  |  |  |  |  |  |  |  |  |  |
|  |                                               |  |  |  |  |  |  |  |  |  |  |  |  |  |  |  |
|  |                                               |  |  |  |  |  |  |  |  |  |  |  |  |  |  |  |
|  | 10. Prințul Louis, Conte de Trani             |  |  |  |  |  |  |  |  |  |  |  |  |  |  |  |
|  |                                               |  |  |  |  |  |  |  |  |  |  |  |  |  |  |  |
|  |                                               |  |  |  |  |  |  |  |  |  |  |  |  |  |  |  |
|  | 5. Maria Teresa de Bourbon-Două Sicilii       |  |  |  |  |  |  |  |  |  |  |  |  |  |  |  |
|  |                                               |  |  |  |  |  |  |  |  |  |  |  |  |  |  |  |
|  |                                               |  |  |  |  |  |  |  |  |  |  |  |  |  |  |  |
|  | 11. Mathilde Ludovika, Ducesă de Bavaria      |  |  |  |  |  |  |  |  |  |  |  |  |  |  |  |
|  |                                               |  |  |  |  |  |  |  |  |  |  |  |  |  |  |  |
|  |                                               |  |  |  |  |  |  |  |  |  |  |  |  |  |  |  |
|  | 1. Prințul Ferfried of Hohenzollern           |  |  |  |  |  |  |  |  |  |  |  |  |  |  |  |
|  |                                               |  |  |  |  |  |  |  |  |  |  |  |  |  |  |  |
|  |                                               |  |  |  |  |  |  |  |  |  |  |  |  |  |  |  |
|  | 12. George de Saxonia                         |  |  |  |  |  |  |  |  |  |  |  |  |  |  |  |
|  |                                               |  |  |  |  |  |  |  |  |  |  |  |  |  |  |  |
|  |                                               |  |  |  |  |  |  |  |  |  |  |  |  |  |  |  |
|  | 6. Frederic August al III-lea al Saxoniei     |  |  |  |  |  |  |  |  |  |  |  |  |  |  |  |
|  |                                               |  |  |  |  |  |  |  |  |  |  |  |  |  |  |  |
|  |                                               |  |  |  |  |  |  |  |  |  |  |  |  |  |  |  |
|  | 13. Maria Ana a Portugaliei                   |  |  |  |  |  |  |  |  |  |  |  |  |  |  |  |
|  |                                               |  |  |  |  |  |  |  |  |  |  |  |  |  |  |  |
|  |                                               |  |  |  |  |  |  |  |  |  |  |  |  |  |  |  |
|  | 3. Prințesa Margarete Karola de Saxony        |  |  |  |  |  |  |  |  |  |  |  |  |  |  |  |
|  |                                               |  |  |  |  |  |  |  |  |  |  |  |  |  |  |  |
|  |                                               |  |  |  |  |  |  |  |  |  |  |  |  |  |  |  |
|  | 14. Ferdinand al IV-lea, Mare Duce de Toscana |  |  |  |  |  |  |  |  |  |  |  |  |  |  |  |
|  |                                               |  |  |  |  |  |  |  |  |  |  |  |  |  |  |  |
|  |                                               |  |  |  |  |  |  |  |  |  |  |  |  |  |  |  |
|  | 7. Arhiducesa Louise de Austria               |  |  |  |  |  |  |  |  |  |  |  |  |  |  |  |
|  |                                               |  |  |  |  |  |  |  |  |  |  |  |  |  |  |  |
|  |                                               |  |  |  |  |  |  |  |  |  |  |  |  |  |  |  |
|  | 15. Alice de Bourbon-Parma                    |  |  |  |  |  |  |  |  |  |  |  |  |  |  |  |
|  |                                               |  |  |  |  |  |  |  |  |  |  |  |  |  |  |  |
|  |                                               |  |  |  |  |  |  |  |  |  |  |  |  |  |  |  |